# Shun Ito
Shun Ito (伊東 俊 Ito Shun?, Hokkaido, 29 de octubre de 1987) es un exfutbolista japonés que jugaba como centrocampista.

## Trayectoria

### Clubes
| Club              | País  | Año       |
| ----------------- | ----- | --------- |
| Montedio Yamagata | Japón | 2010-2016 |
| Ehime FC (cedido) | Japón | 2012      |
| Kyoto Sanga F. C. | Japón | 2017      |
| Roasso Kumamoto   | Japón | 2018-2024 |